# Festuca czarnohorensis
Festuca czarnohorensis är en gräsart som beskrevs av Zapal. Festuca czarnohorensis ingår i släktet svinglar, och familjen gräs. Inga underarter finns listade i Catalogue of Life.